# 处理器设计

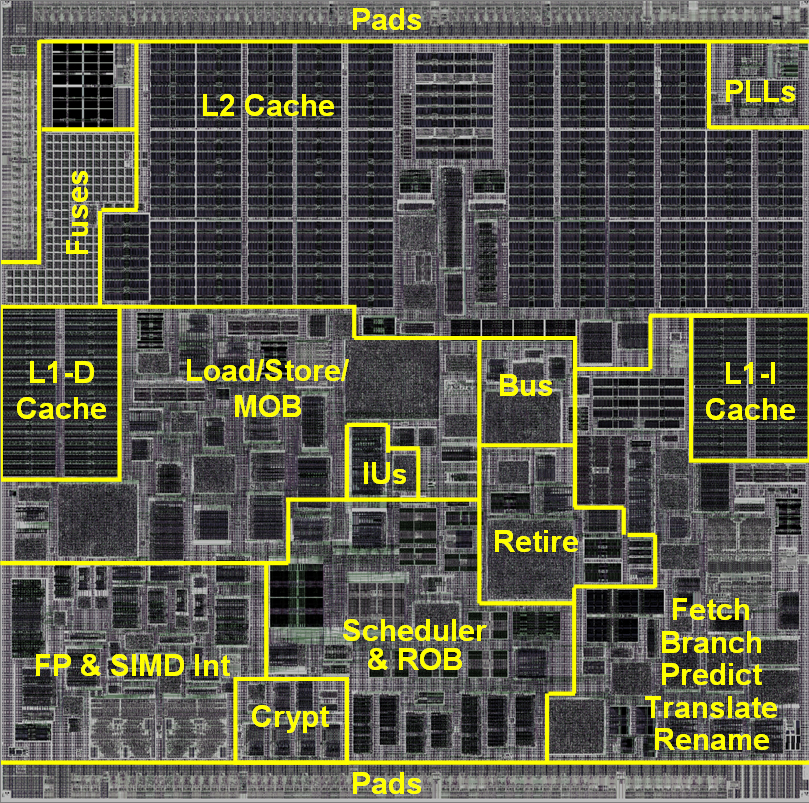
处理器设计示例

处理器设计是指设计计算机处理器（如中央处理器(CPU)）的工程学，是计算机硬件(设计)的一部分，它是计算机工程和电子工程中的一个分支。

## 细节
处理器设计关注：
1. 数据路径 (如ALU 和 计算管道)
2. 控制单元：逻辑控制的数据路径
3. 记忆体元件，如寄存器文件缓存
4. 时脉电路，如时脉驱动器，PLL，时钟分配网络
5. 垫收发器电路
6. 逻辑门电路的实现[註 2]

处理器为高性能需求设计。可能需要为每个项目的定制设计以实现变频
为性能较低的需求设计的处理器可能实施：
- 购买一些知识产权
- 使用控制逻辑的实现技术（使用CAD工具等）来实现其他组成部分.

在处理器设计中包括的一般逻辑为：
- 非结构化的随机逻辑
- 有限状态机
- 微程序设计 (常见于1965年到1985年)
- 可编程逻辑阵列 (常见于80年代，现在比较罕见)

用来实现逻辑设备类型包括:
- TTL 小规模集成 逻辑芯片 - 已不被使用
- 可编程阵列逻辑 和 可编程逻辑器件 - 已不被使用
- 射极耦合逻辑 (ECL) 门阵列 - 已不普遍
- CMOS 门阵列 - 已不被使用
- CMOS ASICs - 今天常用，它们非常常用以致单词ASIC并不用于CPU
- 现场可编程逻辑门阵列 (FPGA) - 常见于软微处理器，多少需要可重构计算

处理器设计计划大致上有这些主要工作:
- 程序员可见指令集, 各种微架构的实现
- 在ANSI C/C++或者SystemC的体系研究和性能建模
- 高级综合 (HLS) 或 RTL (例如逻辑) 执行
- RTL 验证
- 关键速度相关部件（缓存、寄存器、算数逻辑单元）电路设计
- 逻辑综合 或逻辑门层设计
- 进行时序分析 以确认所有逻辑和电路将以特定频率运行
- 物理设计，包括布局、布线、版图设计
- 检查 RTL，逻辑门层，晶体管层及物理层表示相符
- 检查 信号完整性，芯片可制造性

通过重新设计处理器核心，来获得更小的裸片面积，有助于实现以上目标中的几个。

### 性能分析和基准测试
因为现在针对各种CPU的基准测试有太多，并在迅猛发展。
最著名的基准是SPECint和SPECfp的基准测试标准性能评估组织和ConsumerMark benchmark developed by the Embedded Microprocessor Benchmark Consortium EEMBC。
需测量的地方包括:
- IPS
- 浮点
- 效能功耗比
- 低功耗
- 小尺寸、轻重量
- 环境影响

Some of these measures conflict.  In particular, many design techniques that make a CPU run faster make the "performance per watt", "performance per dollar", and "deterministic response" much worse, and vice versa.

## 市场情况
研发新的,高端的处理器是一个代价沉重的命题，例如，一般的电脑工程师年薪在每年25万美元左右。这包括工资、福利、CAD工具、电脑、办公场地租金等。假设设计CPU需要100名工程师，那么该项目需要4年。 
总支出 = $250,000 / 工程师数/年 x 100 工程师数 x 4 年 = $100,000,000美元。
上述金额只是一个例子.现代通用处理器的设计团队有几百个团队成员.

### 通用计算

#### 高端经济型处理器
在1984年, 大多数高性能的处理器需要四到五年的发展

### 嵌入式设计

#### 微处理器内核
对于嵌入式系统，高性能往往并不考虑功耗的问题。这一点，使用处理器时，它可以完全实现逻辑合成技术。 这些合成的处理器，可以实现更快的处理速度。

### 书籍
- Hwang, Enoch. . Thomson. 2006  [2012-04-07]. ISBN 0-534-46593-5. （原始内容存档于2008-10-12）.
- Processor Design: An Introduction